# اوپوولی
اوپوولی (به لاتین: Uppuveli) یک منطقهٔ مسکونی در سری‌لانکا است که در استان شرقی (سری‌لانکا) واقع شده‌است.